# Podenco andaluz
El podenco andaluz es una raza de perro sabueso originaria de España, concretamente de Andalucía. Son perros similares a otras razas ibéricas como el podenco ibicenco, el podenco portugués, el podenco canario, el Maneto y el podenco orito español. En la península ibérica hay pinturas rupestres que representan perros que tienen un gran parecido con estas razas. De hecho, parece que se han criado perros muy similares a estos en gran parte de la cuenca del Mediterráneo desde tiempos muy remotos, entre ellos el Cirneco del Etna y el Pharaoh Hound. Sin embargo también existe la tradición que dice que los podencos fueron introducidos en la Península por los fenicios a través de sus colonias.
Diversos estudios genéticos realizados en los últimos años han venido a concluir que contrariamente a la extendida creencia de que el podenco es un tipo de perro primitivo importado hace unos tres mil años de la zona de Oriente Medio, estos perros en realidad guardan estrecha relación genética con el resto de perros de caza europeos y no son más «primitivos» que la mayoría de ellos pero si la única raza en el mundo que menos se le ha alterado su ADN respecto a la del lobo refiriéndose a sus instintos primitivos como de capacidad de vivir salvaje o inmunes a varias enfermedades por eso el podenco andaluz no se considere primitivo por cruces pero por instintos innatos sería la única raza de perro que convive con el hombre que es capaz de adaptarse al medio natural con facilidad.

## Normalización y reconocimiento
A pesar de ser una raza autóctona y antiquísima, no fue hasta 1990 cuando entró en el mundo de la cinología oficial gracias a Manuel Lobo Moreno, con la formación del club de la raza llamado "Club Nacional del Podenco Andaluz" , que promovió los estudios y trabajos necesarios para la caracterización racial, que fueron realizados por la Unidad de Etnología e Identificación Animal del Departamento de Producción Animal de la Facultad de Veterinaria de la Universidad de Córdoba, siendo publicados durante el II Simposium de Razas Caninas Españolas en 1992 y que sería reconocido por la RSCE como patrón o estándar racial en abril de ese mismo año. Fue englobada dentro del  Grupo V Perros tipo Spitz y tipo primitivo, Sección 7 Tipo primitivo - Perros de caza. La raza no está reconocida por la FCI ni por ninguna otra asociación cinológica de carácter internacional dada la gran cantidad de coincidencias con el estándar del podenco portugués, que provocan la duda de que se traten o no realmente de razas distintas.

## Variedades

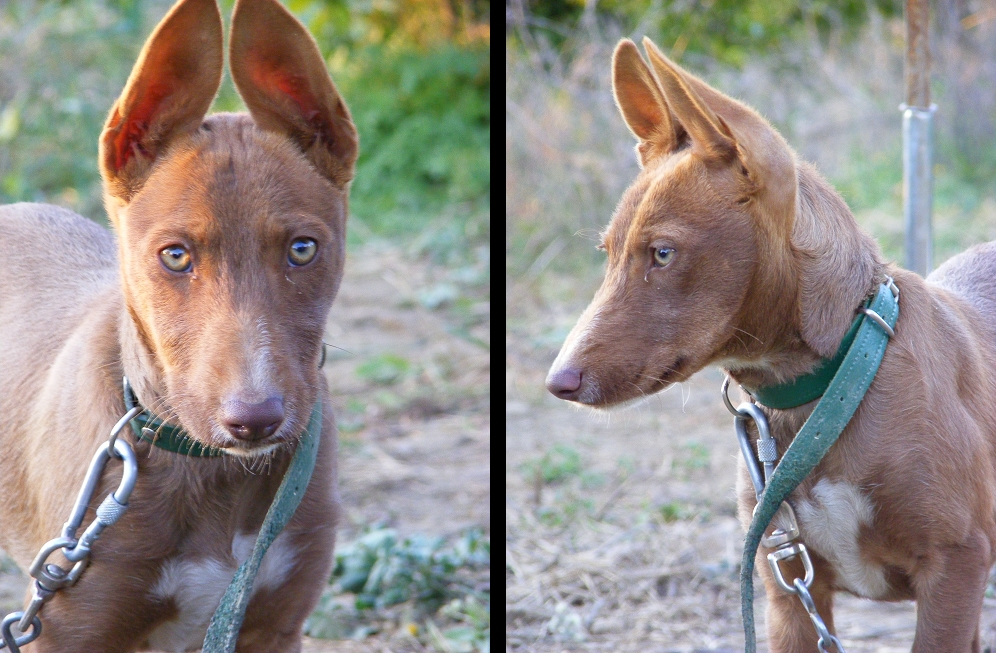
Podenco andaluz, en Álora (Málaga)

Igual que en el Podenco Portugués, en el Podenco Andaluz se distinguen tres tamaños y tres tipos de pelo, factores cuya combinación pueden originar hasta nueve variedades distintas. Teniendo en cuenta el tamaño las variedades son:
- Podenco andaluz grande
- Podenco andaluz mediano
- Podenco andaluz chico

Si consideramos los distintos tipo de pelo, tenemos las siguientes variedades:
- Podenco andaluz de pelo cerdeño o duro.
- Podenco andaluz de pelo sedeño o largo.
- Podenco andaluz de pelo liso o corto.

Existe una variedad derivada del Podenco Andaluz mediano de pelo corto, que recibe el nombre de Maneto, debido a sus cortas y robustas patas, fenómeno conocido en el ámbito de la cinología como bassetismo, en alusión a los Bassets. En la actualidad el Maneto está aceptado como raza por la RSCE de manera provisional.

## Función de la raza

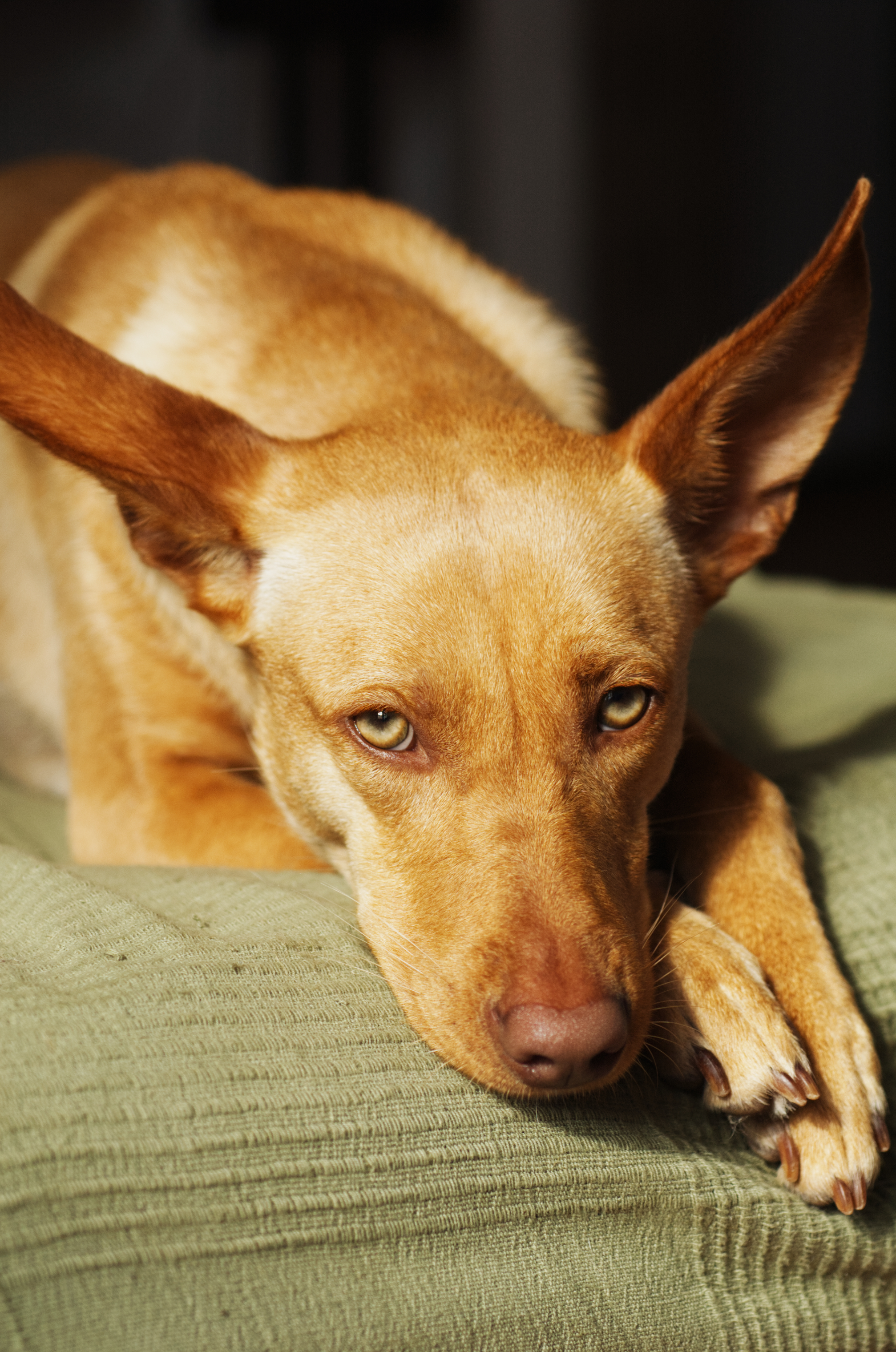
Cachorro de podenco andaluz de seis meses.

Los Podencos Andaluces al igual que los otros podencos poseen un sentido muy desarrollado de la vista, oído y olfato lo que hace que sean buenos cazadores sobre todo en lo que a la caza del conejo se refiere. En las batidas de caza mayor practicadas en Andalucía y el centro de España los podencos constituyen el núcleo de la rehalas (grupo de perros de caza mayor, cuyo número oscila entre 20 y 24), que suelen estar compuestas por podencos de tamaño grande para el acoso y por algunos ejemplares de tamaño mediano como perros de punta o búsqueda. En la caza menor se utilizan las variedades mediana y chica, bien de forma individual, en parejas o formando recovas (cuadrilla de perros de caza). 
Una de las funciones más típicas del podenco de talla grande, es la de quitaor acompañando a las colleras de galgos durante la caza de la liebre. Su labor consiste, primero, en levantar y hacer salir a la rabona de su cama o escondite, poniéndola a disposición de los galgos y, después de terminado el lance, en quitarle la pieza al galgo para llevarla a su dueño. En los cortijos andaluces los de talla grande fueron utilizados como perros guardianes y los de talla chica como limpiadores de roedores.